# Tetrixocephalus sergioi
Tetrixocephalus sergioi is een rechtvleugelig insect uit de familie Ommexechidae. De wetenschappelijke naam van deze soort is voor het eerst geldig gepubliceerd in 1974 door Ronderos.